# كريستيان فلويد
كريستيان فلويد ولدت في 26 نيسان/
أبريل 1943، هي عالمة كمبيوتر نمساوية. في عام 1978 أصبحت أول امرأة تشغل منصب أستاذة علوم الكمبيوتر في ألمانيا، وكان رائدة في العلوم التطورية وفي تصميم البرمجيات خاصة مفتوحة المصدر.
ولدت باسم كريستيان ريدل، بدأت حياتها المهنية في دراسة الرياضيات في جامعة فيينا، ثم حصلت على شهادة الدكتوراه عام 1966. من عام 1966 إلى عام 1968 عملت على نظم البرمجة باستخدام ألجول 60 (بالإنجليزية: ALGOL 60)‏ كما شغلت منصب مترجمة في شركة سيمنز في ميونيخ في ألمانيا. من 1968 إلى 1973 عملت في قسم علوم الحاسب في جامعة ستانفورد في الولايات المتحدة ثم شغلت في وقت لاحق منصب باحثة ومحاضرة غير متفرغة.
في عام 1973 انضمت إلى شركة تطوير البرمجيات سوفت لاب (بالإنجليزية: Softlab)‏ في ميونيخ، حيث عملت هناك كمستشارة للشركة وشاركت في تصميم العديد من التطبيقات والبرامج، كما ساهمت في تطوير بيئة متكاملة للبرمجيات.
في عام 1978، أصبحت فلويد أستاذة هندسة البرمجيات في جامعة برلين للتكنولوجيا فكانت أول امرأة تشغل منصب أستاذة في مجال علوم الكمبيوتر في ألمانيا. في عام 1991 شغلت منصب رئيس قسم هندسة البرمجيات في جامعة هامبورغ. لفلويد مجموعة من المساهمات النظرية فضلا عن المشاركة في تصميم الطرق بالاعتماد على وسائل «ذكية» خاصة تكنولوجيا البرمجيات التطورية التشاركية في تطوير النظم. تقاعدت فلويد من الأكاديمية في عام 2008 لكنها بقيت كأستاذة في جامعة هامبورغ. شاركت مع جامعة فيينا للتكنولوجيا في مشروع تحت عنوان تعليم تقنيات الإنترنت للمرأة وهو برنامج يقدم مجموعة متخصصة من برنامج الدكتوراه للنساء في مجال علوم الحاسب الآلي. مُنحت فلويد شرف الأستاذية في تو فيينا في 26 كانون الثاني/يناير 2012.
تزوجت في وقت سابق بالعالم روبرت دبليو فلويد ثم انتهت العلاقة بالطلاق قبل أن تتزوج في وقت لاحق بالعالِم الآخر بيتر ناور.